# Allahabad (Pakistan)
Ne doit pas être confondu avec Allahabad.
Allahabad ou Allah Abad (en ourdou : مُصطفےٰ آباد) est une ville pakistanaise, située dans le district de Kasur, dans l'est de la province du Pendjab.
Selon le recensement de 2017, la ville compte 61 933 habitants et devient à cette occasion une zone considérée comme urbaine par l'administration,. Selon le recensement de 2023, la population de la ville monte à 80 097 habitants.